# 일반화 페테르센 그래프
그래프 이론에서 일반화 페테르센 그래프(一般化Petersen graph, 영어: generalized Petersen graph)는 같은 수의 꼭짓점을 갖는 정다각형과 별 모양에서 대응하는 꼭짓점들을 이어 얻는 그래프이다. 특히, 오각형과 오각 별을 이어 얻는 그래프를 페테르센 그래프(영어: Petersen graph)라고 한다.

## 정의
3 이상의 정수 {\displaystyle n\geq 3}과, {\displaystyle n}의 배수가 아닌 정수 {\displaystyle k\in \mathbb {Z} }, {\displaystyle n\nmid k}가 주어졌다고 하자. 또한, 만약 {\displaystyle n}이 짝수라면 {\displaystyle n/2\nmid k}라고 하자.
일반화 페테르센 그래프 {\displaystyle \operatorname {GPG} (n,k)}는 다음과 같은 그래프이다.
{\displaystyle \operatorname {V} (\operatorname {GPG} (n,k))=\{u_{i},v_{i}\colon i\in \mathbb {Z} /n\}}
{\displaystyle \operatorname {E} (\operatorname {GPG} (n,k))=\{u_{i}u_{i+1},u_{i}v_{i},v_{i}v_{i+k}\colon i\in \mathbb {Z} /n\}}
여기서 첨자는 법 {\displaystyle n}으로 계산한다. 즉, {\displaystyle u_{n+i}=u_{i}} 및 {\displaystyle v_{n+i}=u_{i}}로 간주한다.
일반화 페테르센 그래프의 변 가운데, {\displaystyle u_{i}v_{i}} 꼴의 변을 바큇살(영어: spoke)이라고 한다.
당연히
{\displaystyle \operatorname {GPG} (n,k)=\operatorname {GPG} (n,k+n)=\operatorname {GPG} (n,-k)}
이므로, 보통
{\displaystyle 1\leq k<n/2}
를 가정한다.

## 성질

### 기초적 성질

페테르센 그래프 속의 완벽 부합

일반화 페테르센 그래프 {\displaystyle \operatorname {GPG} (n,k)}는 {\displaystyle 2n}개의 꼭짓점과 {\displaystyle 3n}개의 변을 가지는 삼차 그래프이며, 완벽 부합을 갖는다. 구체적으로, 위와 같은 표기에서, {\displaystyle \{u_{i}v_{i}\}_{i\in \mathbb {Z} /n}}은 완벽 부합을 이룬다.

### 동형
임의의 정수 {\displaystyle n\geq 3} 및 정수 {\displaystyle 1\leq k,k'<n/2}에 대하여, 다음 두 조건이 서로 동치이다.:Proposition 9
- {\displaystyle \operatorname {GPG} (n,k)\cong \operatorname {GPG} (n,k')}
- {\displaystyle kk'\equiv \pm 1{\pmod {n}}}

예를 들어, {\displaystyle \operatorname {GPG} (7,2)\cong \operatorname {GPG} (7,3)}이다.

### 안둘레
일반화 페테르센 그래프 {\displaystyle \operatorname {GPG} (n,k)}의 안둘레는 항상 {\displaystyle \min\{8,k+3,n/\gcd\{n,k\}\}} 이하이다.:Theorem 2.1
또한, 다음이 성립한다.
{\displaystyle \operatorname {girth} (\operatorname {GPG} (ak\pm b,k))\leq a+b+2}
위 상계 가운데 적어도 하나가 포화된다. 즉, 만약 {\displaystyle 1\leq k<n/2}이며,
{\displaystyle k=\min \left\{1\leq k'<n/2\colon \operatorname {GPG} (n,k)\cong \operatorname {GPG} (n,k')\right\}}
일 때, 일반화 페테르센 그래프 {\displaystyle \operatorname {GPG} (n,k)}의 안둘레는 다음 표에서, 위에서부터 가장 먼저 해당하는 행에 의해 주어진다.:Theorem 2.8
| 조건                      | 안둘레 |
| ------------------------- | ------ |
| {\displaystyle n=3k}      | 3      |
| {\displaystyle n=4k}      | 4      |
| {\displaystyle k=1}       | 4      |
| {\displaystyle n=5k}      | 5      |
| {\displaystyle n=5k/2}    | 5      |
| {\displaystyle k=2}       | 5      |
| {\displaystyle n=6k}      | 6      |
| {\displaystyle k=3}       | 6      |
| {\displaystyle n=2k+2}    | 6      |
| {\displaystyle n=7k}      | 7      |
| {\displaystyle n=7k/2}    | 7      |
| {\displaystyle n=7k/3}    | 7      |
| {\displaystyle k=4}       | 7      |
| {\displaystyle n=2k+3}    | 7      |
| {\displaystyle n=3k\pm 2} | 7      |
| 그 밖의 경우              | 8      |

### 케일리 그래프

나우루 그래프 는 대칭군 의 케일리 그래프이다.

일반화 페테르센 그래프 {\displaystyle \operatorname {GPG} (n,k)}에 대하여, 다음 두 조건이 서로 동치이다.
- 어떤 유한군의 케일리 그래프와 동형이다.
- {\displaystyle k^{2}\equiv 1{\pmod {n}}}

예를 들어, 나우루 그래프 {\displaystyle \operatorname {GPG} (12,5)}의 경우 {\displaystyle 5^{2}\equiv 1{\pmod {12}}}이며, 이는 대칭군 {\displaystyle \operatorname {Sym} (4)}의 케일리 그래프이다. 마찬가지로, 각기둥 그래프 {\displaystyle \operatorname {GPG} (n,1)}는 크기 {\displaystyle 2n}의 정이면체군 {\displaystyle \operatorname {Dih} (n)}의 케일리 그래프이다. 반면, 페테르센 그래프 {\displaystyle \operatorname {GPG} (5,2)}는 케일리 그래프가 아니다.

### 꼭짓점 색칠
일반화 페테르센 그래프는 삼차 그래프이므로, 브룩스 정리(영어: Brooks’ theorem)에 의하여 그 색칠수는 2 또는 3이다.
일반화 페테르센 그래프 {\displaystyle \operatorname {GPG} (n,k)}에 대하여, 다음 두 조건이 서로 동치이다.
- 이분 그래프이다. (즉, 색칠수가 2이다.)
- {\displaystyle n}이 짝수이며, {\displaystyle k}는 홀수이다.

다시 말해, 일반화 페테르센 그래프 {\displaystyle \operatorname {GPG} (n,k)}의 색칠수는 다음과 같다.
{\displaystyle \chi (\operatorname {GPG} (n,k))={\begin{cases}2&2\mid n\land 2\nmid k\\3&2\nmid n\lor 2\mid k\end{cases}}}
여기서 {\displaystyle \land }는 논리곱(AND), {\displaystyle \lor }는 논리합(OR)이다. 예를 들어, 페테르센 그래프 {\displaystyle \operatorname {GPG} (5,2)}의 색칠수는 3이다.

페테르센 그래프 {\displaystyle \operatorname {GPG} (5,2)}의 3색 그래프 색칠
데자르그 그래프 {\displaystyle \operatorname {GPG} (10,3)}의 2색 그래프 색칠
뒤러 그래프 {\displaystyle \operatorname {GPG} (6,2)}의 3색 그래프 색칠

### 변 색칠
페테르센 그래프의 변 색칠수는 4이다. 페테르센 그래프는 변 색칠수가 4 이상인 가장 작은 삼차 그래프이다. 반면, 페테르센 그래프가 아닌 다른 모든 일반화 페테르센 그래프의 변 색칠수는 3이다.
일반화 페테르센 그래프 {\displaystyle \operatorname {GPG} (9,2)}는 (색들의 순열을 무시하면) 유일한 3색 변 색칠을 갖는다.

페테르센 그래프 {\displaystyle \operatorname {GPG} (5,2)}의 4색 변 색칠
뒤러 그래프 {\displaystyle \operatorname {GPG} (6,2)}의 3색 변 색칠
정십이면체 그래프 {\displaystyle \operatorname {GPG} (10,2)}의 3색 변 색칠
데자르그 그래프 {\displaystyle \operatorname {GPG} (10,3)}의 3색 변 색칠
나우루 그래프 {\displaystyle \operatorname {GPG} (12,5)}의 3색 변 색칠

### 해밀턴 경로
임의의 일반화 페테르센 그래프 {\displaystyle \operatorname {GPG} (n,k)} ({\displaystyle 3\leq n}, {\displaystyle 1\leq k<n/2})에 대하여, 다음 두 가지 가운데 정확히 하나가 성립한다.
- (가) 해밀턴 순환을 갖는다.
- (나) {\displaystyle n\equiv 5{\pmod {6}}}이며, {\displaystyle k\in \{2,(n-1)/2\}}이다.

또한, (나)의 경우, 임의의 꼭짓점을 제거하면 이는 해밀턴 순환을 갖는다. (특히, 모든 일반화 페테르센 그래프는 항상 해밀턴 경로를 갖는다.)
예를 들어, 페테르센 그래프 {\displaystyle \operatorname {GPG} (5,2)}는 해밀턴 경로를 가지지만, (나)의 경우에 해당하므로 해밀턴 순환을 가지지 못한다.

뒤러 그래프 {\displaystyle \operatorname {GPG} (6,2)} 속의 해밀턴 순환. 맨 밖의 변들이 해밀턴 순환을 이룬다.
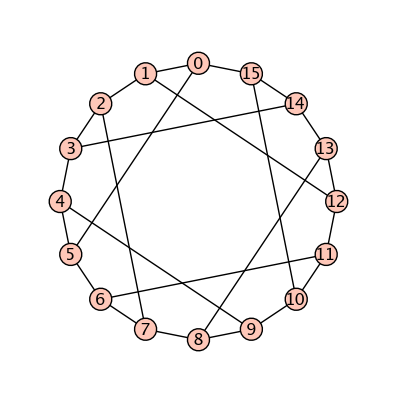
일반화 페테르센 그래프 {\displaystyle \operatorname {GPG} (8,3)} 속의 해밀턴 순환. 맨 밖의 변들이 해밀턴 순환을 이룬다.
일반화 페테르센 그래프 {\displaystyle \operatorname {GPG} (9,2)} 속의 해밀턴 순환. 해밀턴 순환에 속하는 변들은 굵게 칠해졌다.
정십이면체 그래프 {\displaystyle \operatorname {GPG} (10,2)} 속의 해밀턴 순환. 해밀턴 순환에 속하는 변들은 붉은 색으로 굵게 칠해졌다.
나우루 그래프 {\displaystyle \operatorname {GPG} (12,5)} 속의 해밀턴 순환. 맨 밖의 변들이 해밀턴 순환을 이룬다.

### 교차수
각기둥 그래프인 일반화 페테르센 그래프 {\displaystyle \operatorname {GPG} (n,1)}은 평면 그래프이다. 즉, 그래프 교차수가 0이다.
페테르센 그래프 {\displaystyle \operatorname {GPG} (5,2)}의 그래프 교차수는 2이다. 나우루 그래프 {\displaystyle \operatorname {GPG} (12,5)}의 그래프 교차수는 8이다. 특히, 이 두 그래프 둘 다 평면 그래프가 아니다.
평면 그래프가 아닌 모든 그래프는 완전 그래프 {\displaystyle K_{5}} 또는 완전 이분 그래프 {\displaystyle K_{3,3}}를 그래프 마이너로 가지는데, 페테르센 그래프 {\displaystyle \operatorname {GPG} (5,2)}는 이 둘 다를 그래프 마이너로 갖는다.

오각기둥 그래프 {\displaystyle \operatorname {GPG} (5,1)}의 교차수는 0이다.
페테르센 그래프 {\displaystyle \operatorname {GPG} (5,2)}의 교차수는 2이다.
나우루 그래프 {\displaystyle \operatorname {GPG} (12,5)}의 교차수는 8이다.

## 예
일부 일반화 페테르센 그래프는 다음과 같은 특별한 이름을 갖는다.

페테르센 그래프는 일반화 페테르센 그래프 {\displaystyle \operatorname {GPG} (5,2)}이다. 이는 완전 그래프 {\displaystyle K_{5}}의 선 그래프의 여 그래프와 동형이다.
뒤러 그래프(영어: Dürer graph)는 일반화 페테르센 그래프 {\displaystyle \operatorname {GPG} (6,2)}이다.
일반화 페테르센 그래프 {\displaystyle \operatorname {GPG} (10,2)}는 정십이면체의 꼭짓점 및 변들로 구성된 그래프와 같다.
데자르그 그래프(영어: Desargues graph)는 일반화 페테르센 그래프 {\displaystyle \operatorname {GPG} (10,3)}이다.
일반화 페테르센 그래프 {\displaystyle \operatorname {GPG} (n,1)}는 {\displaystyle n}각형 각기둥의 꼭짓점 및 변들로 구성된 그래프와 같다.
뒤러 그래프
일반화 페테르센 그래프
일반화 페테르센 그래프
정십이면체 그래프
데자르그 그래프
일반화 페테르센 그래프
나우루 그래프

- 일반화 페테르센 그래프 {\displaystyle \operatorname {GPG} (3,1)}
- 일반화 페테르센 그래프 (정육면체 그래프) {\displaystyle \operatorname {GPG} (4,1)}
- 일반화 페테르센 그래프 {\displaystyle \operatorname {GPG} (5,1)}
- 페테르센 그래프 {\displaystyle \operatorname {GPG} (5,2)}
- 일반화 페테르센 그래프 {\displaystyle \operatorname {GPG} (6,1)}
- 뒤러 그래프 {\displaystyle \operatorname {GPG} (6,2)}
- 일반화 페테르센 그래프 {\displaystyle \operatorname {GPG} (7,1)}
- 일반화 페테르센 그래프 {\displaystyle \operatorname {GPG} (8,1)}
- 정십이면체 그래프 {\displaystyle \operatorname {GPG} (10,2)}
- 데자르그 그래프 {\displaystyle \operatorname {GPG} (10,3)}
- 일반화 페테르센 그래프 {\displaystyle \operatorname {GPG} (12,4)}
- 나우루 그래프 {\displaystyle \operatorname {GPG} (12,5)}

## 역사

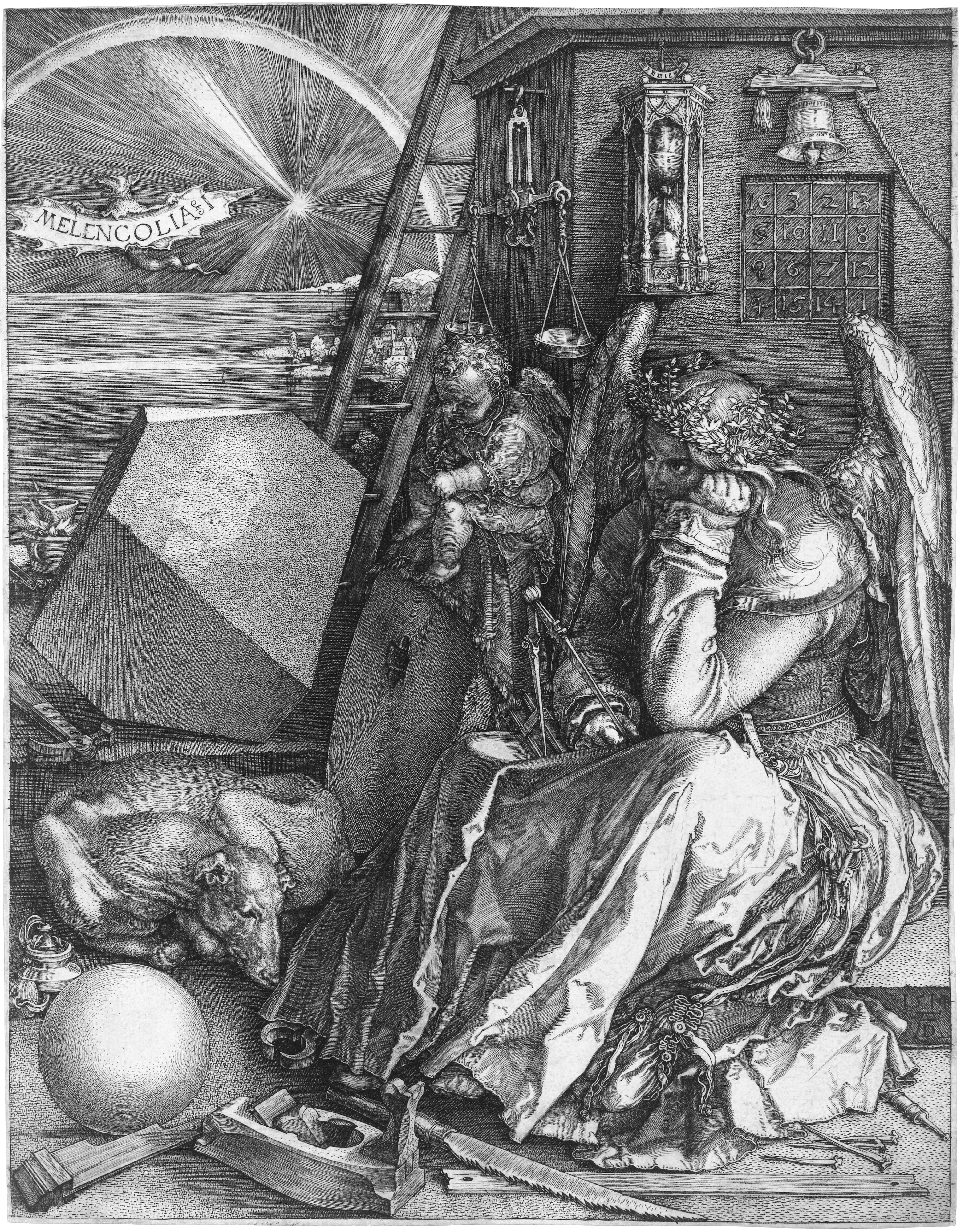
알브레히트 뒤러의 판화 《멜란콜리아 1》

데자르그의 정리에 등장하는 작도. 10개의 점 와 10개의 직선 에 각각 어떤 그래프의 꼭짓점을 대응시키고, 인접하는 점과 직선에 대응하는 두 꼭짓점 사이를 변으로 이으면, 데자르그 그래프 를 얻는다.

나우루의 국기

독일의 판화가 알브레히트 뒤러의 1514년 판화 《멜란콜리아 1》(독일어: Melancholia Ⅰ)에는 다면체가 등장하는데, 그 꼭짓점과 변으로 구성된 그래프는 뒤러 그래프이다.
1898년에 덴마크의 수학자 율리우스 페테르센이 이 그래프를 다룬 3쪽의 논문을 출판하였으며,:227, Fig. 5 이로부터 명명되었다. 페테르센은 이 그래프를 다음과 같은 (잘못된) 추측에 대한 반례로 제시하였다.
연결 삼차 그래프 가운데, 임의의 변을 제거하더라도 연결 그래프로 남는 것들의 경우, 모두 변 색칠수가 3 이하이다.
“데자르그 그래프”라는 이름은 프랑스의 수학자 지라르 데자르그의 이름을 딴 것이다. 데자르그가 연구한 사영기하학의 한 정리에서 등장하는 작도에서, 각 직선과 각 점에 그래프 꼭짓점을 대응시키며, 서로 인접하는 점과 직선(에 대응하는 두 꼭짓점) 사이를 변으로 이으면, 이는 데자르그 그래프가 된다.
해럴드 스콧 맥도널드 콕서터는 1950년에 일반화 페테르센 그래프를 도입하였다.:418, §2 콕서터는 일반화 페테르센 그래프 {\displaystyle \operatorname {GPG} (n,k)}를 {\displaystyle \{n\}+\{n/k\}}로 표기하였으며, 이에 특별한 이름을 부여하지 않았다.
1969년에 마크 왓킨스(영어: Mark E. Watkins)가 이 그래프 족을 “일반화 페테르센 그래프”(영어: generalized Petersen graph)라고 명명하였다.
“나우루 그래프”(영어: Nauru graph)라는 이름은 데이비드 아서 엡스타인(영어: David Arthur Eppstein)이 도입하였으며, 이 그래프의 구성에 등장하는 12각 별 모양이 나우루의 국기에 등장하는 별과 흡사하기 때문에 붙여졌다.